# Amelia Camboni
Amelia Camboni (Villamassargia, 1913 – Roma, 1985) è stata una scultrice italiana.

## Biografia
Prima di tre figli, rimase orfana della madre a nove anni. Visse a Cagliari e come alunna di Francesco Ciusa, ebbe modo di esporre alla mostra Regionale Sarda. Si trasferì nel 1946 a Roma e lavorò per molti anni in un atelier a Porta Pinciana. Dette vita  ad un'intensa produzione artistica, contrassegnata da opere di grande rilievo, commissionate da Enti Pubblici e da privati, che oggi si trovano in buona parte nella sua città natale, presso la sede comunale e in alcune scuole. A lei nel 1947 fu affidata la realizzazione del busto al Pincio di Grazia Deledda.

## Onorificenze
Nel 1985 le viene attribuito dalla Presidenza del Consiglio dei Ministri (l'allora presidente era Bettino Craxi) il Premio per la cultura.

## Intitolazioni
Nel 2011 le è stato intitolata la Biblioteca Comunale di  Villamassargia a cui ha donato molte delle sue opere. 

## Stile
L'artista, nelle sculture, cerca i chiaroscuri con estremo garbo, plasma la materia con morbidezza,  evitando linee nette di demarcazione, anche quando emerge, nella fusione in bronzo di alcuni ritratti, il segno vivo dello strumento che incide la creta. Renato Guttuso disse di lei: «Apprezzo molto le qualità di scultrice di Amelia Camboni, il rigore e la semplicità del suo modellato e l'acuta capacità di penetrazione psicologica che risalta dai suoi ritratti